# Incidente di Venlo
L'incidente di Venlo (in tedesco Venlo-Zwischenfall, in olandese Venlo-incident, in inglese Venlo incident) si riferisce ad una particolare operazione condotta dal Sicherheitsdienst e che si concluse con la cattura di due agenti inglesi del Secret Intelligence Service (SIS), il 9 novembre 1939, alla periferia della città olandese di Venlo, a 5 chilometri (3,1 mi) dal confine tedesco.
Il fatto viene anche posto in correlazione con il controverso attentato della Bürgerbräukeller, secondo Reitlinger attendibilmente una simulazione posta in essere ad arte per sostenere la tesi del "complotto britannico-olandese" ai danni del Führer, prospettando di conseguenza l'invasione dei Paesi Bassi come una sorta d'azione di autodifesa.

## Antefatti

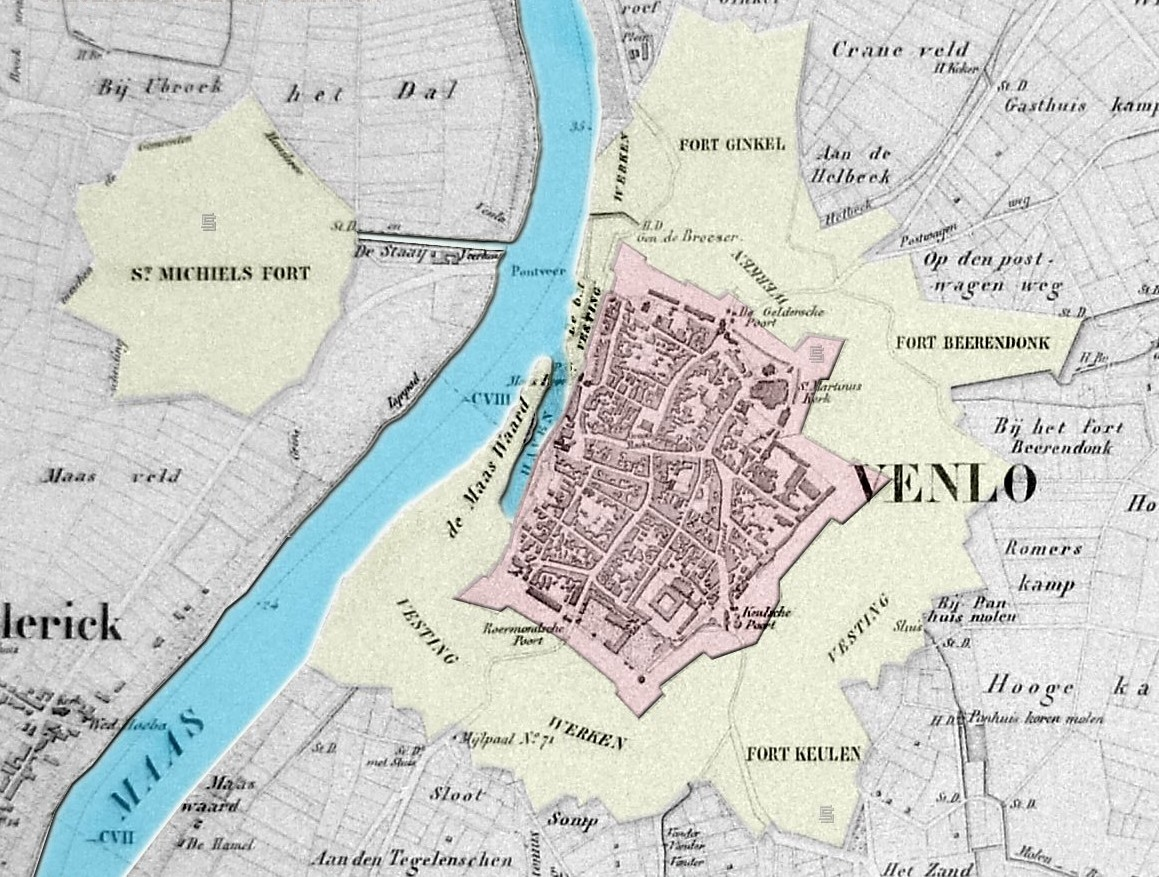
Venlo storica sul fiume Mosa

Dopo la dichiarazione di guerra britannica alla Germania nazista del 3 settembre 1939, il primo ministro britannico Neville Chamberlain era ancora interessato a cercare una pace di compromesso con la Germania prima che fosse stato versato troppo sangue. Il governo britannico era ben consapevole dell'esistenza di una diffusa opposizione tra i leader dell'esercito tedesco.
Durante l'autunno del 1939, l'opposizione tedesca stava lanciando segnali al governo britannico. In ottobre, l'avvocato di Monaco Josef Müller entrò in contatto con gli inglesi attraverso il Vaticano con la connivenza del colonnello Hans Oster. Theodor Kordt, il fratello minore di Erich, perseguiva obiettivi simili a Berna.
L'industriale svedese Birger Dahlerus cercò di stabilire la pace attraverso una prima forma di shuttle diplomacy, in parte eseguita sul suolo olandese. E all'inizio di ottobre l'ambasciatore olandese ad Ankara, Philips Christiaan Visser, stava comunicando proposte di pace sulla linea delle proposte di Dahlerus, fatte dall'ex vice cancelliere di Hitler e poi ambasciatore in Turchia, Franz von Papen, all'ambasciatore britannico Sir Hughe Knatchbull-Hugessen.
Tutti gli sforzi diplomatici per evitare una seconda guerra mondiale in Europa durante i giorni precedenti l'invasione tedesca della Polonia nel settembre 1939 erano falliti. Così, quando un rifugiato tedesco di nome Fischer riuscì a conquistare la fiducia del leader cattolico in esilio, Karl Spiecker, un informatore dell'intelligence britannica nei Paesi Bassi, il SIS britannico si interessò alle informazioni che Fischer stava offrendo.

## Gli incontri di copertura

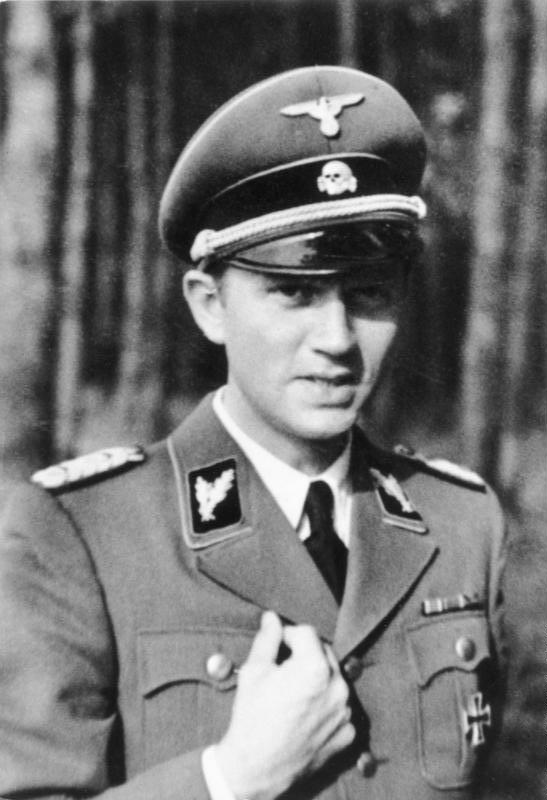
Walter Schellenberg

All'inizio di settembre 1939, venne organizzato un incontro tra Fischer e l'agente del SIS britannico, il capitano Sigismund Payne Best. Best era un esperto ufficiale dell'intelligence dell'esercito britannico che lavorava sotto la copertura di un uomo d'affari residente a L'Aia con sua moglie olandese.
Gli incontri successivi includevano il maggiore Richard Henry Stevens, un agente dell'intelligence meno esperto che lavorava segretamente per il SIS britannico come ufficiale controllo passaporti a L'Aia. Per assistere Best e Stevens nel passaggio attraverso le zone mobilitate olandesi vicino al confine con la Germania, venne reclutato dal capo del servizio segreto militare olandese, il maggior generale Johan van Oorschot, un giovane ufficiale olandese, il tenente Dirk Klop. Klop venne autorizzato da Van Oorschot a partecipare a riunioni segrete, ma non poté prendervi parte a causa della neutralità del suo paese.9
Ai primi incontri Fischer portò partecipanti che si atteggiavano a ufficiali tedeschi che sostenevano un complotto contro Hitler e che erano interessati a stabilire termini di pace alleati se Hitler fosse stato deposto.11 Quando divenne noto il successo di Fischer nell'organizzare gli incontri con gli agenti britannici, lo Sturmbannführer Walter Schellenberg, della sezione dei servizi segreti stranieri del Sicherheitsdienst, iniziò a partecipare a questi incontri. Travestito da "hauptmann Schämmel", Schellenberg era all'epoca un fidato agente di Heinrich Himmler ed era in stretto contatto con Reinhard Heydrich durante l'operazione Venlo.
All'ultimo incontro tra gli agenti del SIS britannico e gli ufficiali tedeschi dell'SD l'8 novembre, Schellenberg promise di portare un generale all'incontro del giorno successivo. Invece, i tedeschi interruppero bruscamente i colloqui con il rapimento di Best e Stevens.14

## I servizi giornalistici
L'incidente di Venlo venne riportato per la prima volta dalla stampa britannica il 10 novembre 1939, come segue:
La sparatoria segue lo scontro con i funzionari tedeschi.
INCIDENTE DI CONFINE INFAUSTO
Amsterdam, giovedì---Un uomo è stato ucciso a colpi d'arma da fuoco e un certo numero di olandesi sono stati rapiti e portati in Germania dopo un incredibile incidente a Venlo, sulla frontiera olandese-tedesca questa sera, a seguito di uno scontro armato tra funzionari tedeschi e olandesi.
Un'automobile tedesca ha attraversato la frontiera quando un'auto olandese si stava avvicinando alla barriera olandese, a dieci metri dalla dogana tedesca. Si presume che i tedeschi volessero continuare il loro viaggio in Olanda [sic] con l'auto olandese.
Ufficiali e doganieri tedeschi, in parte in uniforme e tutti armati, attraversarono di corsa la frontiera olandese minacciando gli astanti olandesi e ordinarono ai clienti del bar vicino di entrare dalle finestre.
Seguì una selvaggia sparatoria e un uomo, creduto essere un olandese nell'auto olandese, venne ucciso, il corpo venne trascinato indietro in Germania. Anche molti altri olandesi che si trovavano nell'auto sono stati rapiti e, con la loro auto, trascinati in territorio tedesco.
Le autorità olandesi hanno ordinato un'inchiesta immediata.»
Mentre la stampa britannica non era a conoscenza del coinvolgimento di due agenti del SIS britannico nell'incidente al confine, Sir Alexander Cadogan, sottosegretario permanente per gli Affari Esteri, ne era a conoscenza, come annotò nel suo diario:
- 10 novembre. I nostri uomini, che hanno incontrato, o avrebbero dovuto incontrare, il generale ieri, si sono lanciati sulla frontiera olandese-tedesca. Argomento discusso con H. [Lord Halifax] e Menzies [Stewart Menzies]. [...] Numerosi rapporti di imminente invasione dell'Olanda.[11]

### Cronologia

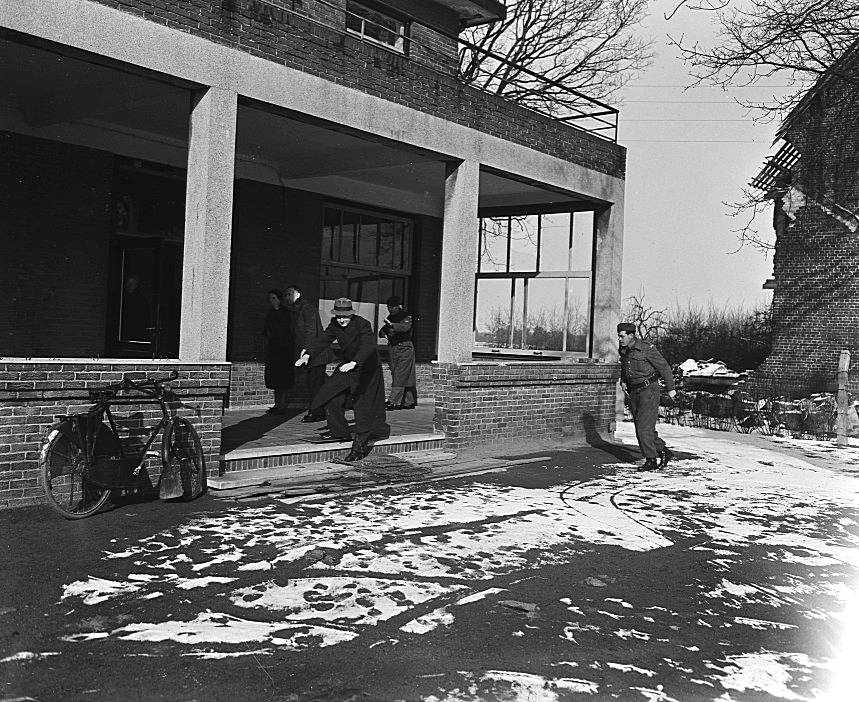
Ricostruzione dell'incidente del 1948

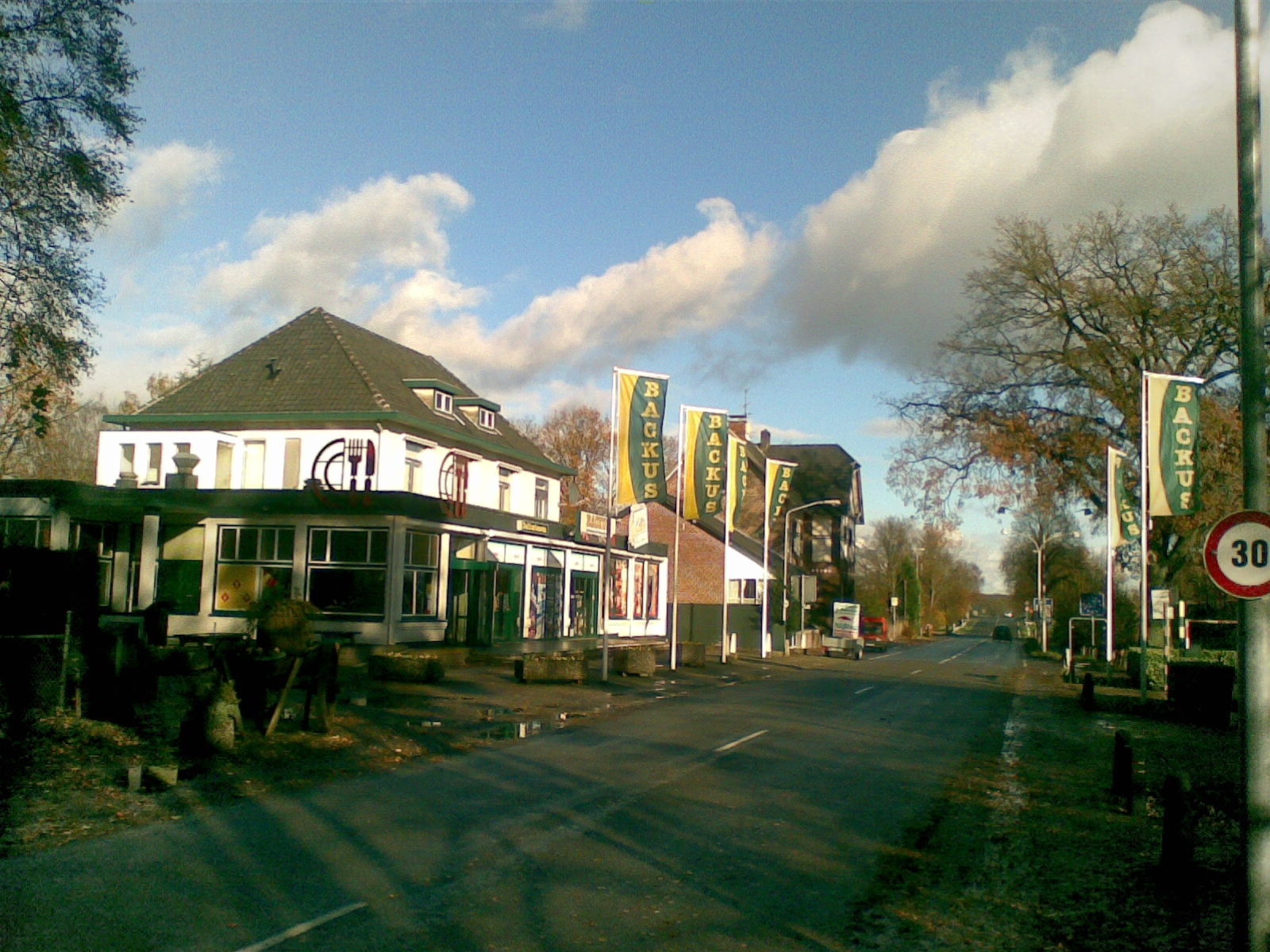
Cafe Backus con il confine tedesco sullo sfondo

Gli incontri segreti che hanno portato al rapimento, come ricordato dal capitano S. Payne Best nel suo libro ''The Venlo Incident'', sono riassunti di seguito.7-14
1. Best s'incontrò con Fischer in un luogo imprecisato nei Paesi Bassi all'inizio di settembre 1939.
2. Al secondo incontro, Fischer portò un maggiore Solms per incontrare Best. Best credeva che Solm fosse un maggiore della Luftwaffe. S'incontrarono in un piccolo hotel nella città di Venlo. (Data non specificata)
3. Best s'incontrò con Fischer e il maggiore Solms una settimana dopo. (Luogo e data non specificati) Solm disse a Best che c'era una cospirazione per rimuovere Hitler dal potere in cui erano coinvolti alcuni dei più alti ufficiali della Wehrmacht. Solms non poté fornire ulteriori dettagli poiché i "capobanda" avrebbero trattato direttamente solo con Best. Tuttavia, prima che s'incontrassero, chiesero la certezza che Best fosse un agente britannico "in buona fede" e gli chiesero di organizzare la trasmissione di un certo paragrafo nel bollettino tedesco della BBC. Ciò venne fatto due volte l'11 ottobre, più o meno lo stesso giorno in cui Best venne informato dal maggiore Solms che temeva di essere osservato dalla Gestapo e aveva bisogno di "tenersi nascosto".
4. Il 20 ottobre, insieme a Fischer, al maggiore Stevens e al tenente Klop, Best incontrò due ufficiali tedeschi, il capitano von Seidlitz e il tenente Grosh, in una casa privata che era di proprietà di un amico di Best ad Arnhem. L'incontro venne interrotto dalla polizia olandese e vennero compiuti pochi progressi. "I due Unni sembravano spaventati a morte ed era molto difficile ottenere qualcosa da loro tranne che volevano tornare a casa", ricordò Best.
5. Il 30 ottobre Best, il maggiore Stevens e il tenente Klop incontrarono tre ufficiali tedeschi: il tenente Grosh, il colonnello Martini e il maggiore Schaemmel all'Aia. (Klop aveva raccolto i tre tedeschi vicino a Dinxperlo dopo che erano stati arrestati dalla polizia olandese vicino alla frontiera.) Schaemmel, parlando per i tedeschi, delineò le attuali condizioni in Germania e le perdite di uomini e materiale nella campagna di Polonia e come fosse imperativo che la guerra finisse rapidamente. Schaemmel continuò dicendo che Hitler non avrebbe accettato consigli dal suo stato maggiore e doveva essere eliminato, ma il suo assassinio avrebbe portato al caos. L'intenzione era di prenderlo prigioniero e costringerlo a dare ordini che autorizzassero una giunta di ufficiali ad avviare trattative per la pace. «Siamo tedeschi e dobbiamo pensare prima agli interessi del nostro paese. Prima di intraprendere qualsiasi azione contro Hitler, vogliamo sapere se l'Inghilterra e la Francia sono pronte a concederci una pace che sia giusta e onorevole», disse Schaemmel durante l'incontro secondo il ricordo di Best. Per facilitare un ulteriore dialogo, ai tedeschi venne dato un apparecchio di trasmissione e ricezione senza fili. Stevens riferì la domanda di Schaemmel a Londra e uno o due giorni dopo arrivò una risposta non impegnativa. Più messaggi vennero scambiati quotidianamente via wireless prima che fosse organizzato un altro incontro.
6. Il 7 novembre Best, il maggiore Stevens, il tenente Klop incontrarono due ufficiali tedeschi: il tenente Grosh e il maggiore Schaemmel. Klop fu determinante nel tenere l'incontro al Cafe Backus, alla periferia di Venlo, poiché il luogo era più adatto ai tedeschi, poiché era vicino al valico di frontiera. Best e Stevens fornirono ai tedeschi un riassunto verbale delle risposte di Londra alle loro domande. Sebbene le risposte non sembrassero all'altezza delle loro aspettative, i tedeschi dissero che le avrebbero passate al loro "capo" e gli proposero un incontro il giorno successivo, poiché erano ansiosi di affidare "documenti segreti" a Best e Stevens per custodia se il complotto contro Hitler fosse fallito.
7. L'8 novembre, Best, il maggiore Stevens e il tenente Klop s'incontrarono solo con Schaemmel al Cafe Backus. Schaemmel disse che il generale, che doveva venire, era stato chiamato da Hitler a un incontro urgente a Monaco per considerare un appello per la pace fatto dalla regina dei Paesi Bassi e dal re del Belgio. Schaemmel chiese a Best e Stevens d'incontrarsi di nuovo il giorno successivo nella stessa sede per consentire al generale di essere presente, aggiungendo che sabato doveva essere fatto un "tentativo" contro Hitler, il giorno successivo sarebbe stata l'ultima possibilità per un incontro.
8. Il 9 novembre la riunione era prevista per le 16:00. Per quanto riguarda l'ultimo incontro, Klop organizzò la presenza al confine di una guardia della polizia olandese. A differenza dei precedenti incontri, Best e Stevens si armarono di pistole automatiche Browning nel caso qualcosa fosse andato storto.

### Pseudonimi
- Fischer era noto a Best come dr. Franz, un rifugiato tedesco.[8]7 Secondo Martin A. Allen, il vero nome di Fischer era Morz, un ex seguace di Otto Strasser, costretto dalla minaccia di morte a diventare un agente dell'SD (Agente F479).[12]
- Il maggiore Schämmel era lo pseudonimo di Walter Schellenberg, come affermato sopra.
- Il maggiore Solms era l'alias di Johannes Travaglio, un maggiore tedesco nella divisione 1 (ricognizione aerea) dell'Abwehr di Monaco, il cui capo era uno stretto collaboratore e amico dell'ammiraglio Wilhelm Canaris.[13][14]
- Il colonnello Martini era lo pseudonimo del dr. Max de Crinis, un ufficiale delle SS coinvolto nel programma di eutanasia Misericordia, nella Centrale di Tiergartenstraße 4, tra il 1939 ed il 1941.[15]
- Il capitano von Seidlitz era l'alias del SS-Sturmbannführer von Salish, un ufficiale dell'SD di lunga data di cui si fidava Walter Schellenberg[16]
- Il tenente Grosch era l'alias del SS-Hauptsturmführer Christian, un ufficiale dell'SD di lunga data fidato da Walter Schellenberg.[16]
- Al tenente Klop venne dato il nome di capitano Coppens da Best e Stevens per farlo passare per un ufficiale britannico.[8]9

## La cattura

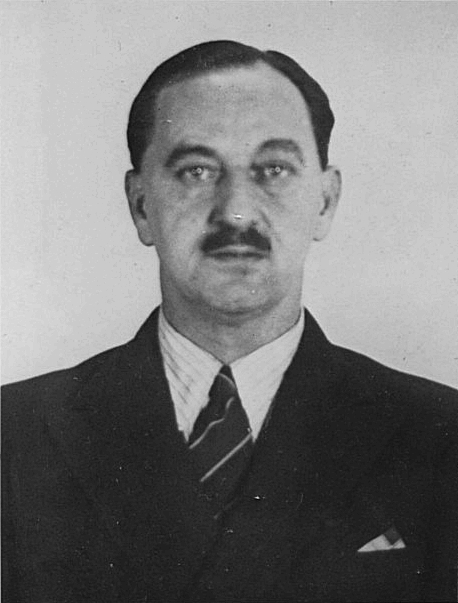
Richard H. Stevens, 1939

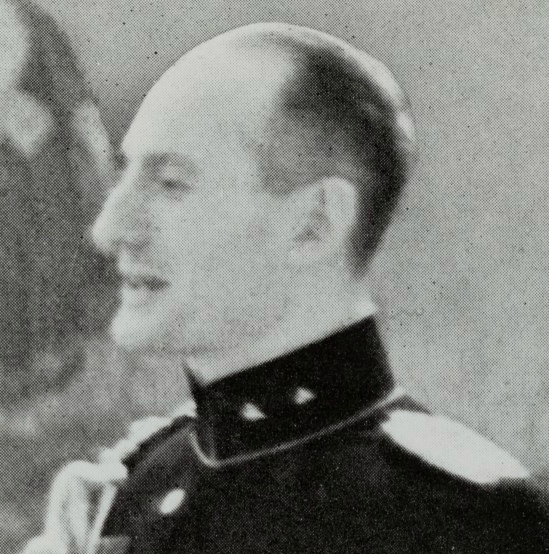
Il luitenant Dirk Klop

All'inizio del 9 novembre 1939, Schellenberg ricevette l'ordine da Himmler di rapire gli agenti del SIS britannico, Best e Stevens. Le SS-Sonderkommandos sotto il comando operativo dell'uomo dell'SD Alfred Naujocks, eseguirono gli ordini. Best guidò la sua auto nel parcheggio del Cafe Backus per l'incontro programmato alle 16:00 con Schellenberg. Stevens era seduto accanto a lui mentre Dirk Klop e il suo autista, Jan Lemmens, sedevano sul sedile posteriore.
Prima che Best avesse il tempo di scendere dall'auto, arrivarono gli uomini dell'SD di Naujock. In una breve sparatoria, Klop venne ferito a morte. Dopo essere stati ammanettati e messi contro un muro, Best e Stevens, insieme a Jan Lemmens, vennero caricati nell'auto dell'SD. Klop venne caricato sull'auto di Best ed entrambe le auto vennero portate oltre il confine con la Germania.16-19 Best ricorda che gli venne eseguita una perquisizione corporea completa quando raggiunsero Düsseldorf diretti a Berlino. A Düsseldorf, uno degli uomini che avevano preso parte al rapimento disse a Best che il motivo dell'azione era quello di catturare alcuni tedeschi che complottavano contro il Führer, responsabili dell'attentato alla sua vita la notte precedente.20-22 Klop venne ricoverato all'ospedale protestante di Düsseldorf. Un medico di turno ricordò anni dopo che Klop era privo di sensi quando venne ricoverato e morì lo stesso giorno per una ferita da arma da fuoco alla testa. Il 29 dicembre 1939 Klop venne imbalsamato sotto il falso nome di Thomas Kremp, un comunista; i suoi resti vennero cremati e sepolti sotto falso nome nel cimitero di Düsseldorf in una tomba sconosciuta.

## La connessione di Georg Elser
Prima dell'attentato al Bürgerbräukeller di Monaco l'8 novembre, Naujocks e la sua squadra erano stati inviati a Düsseldorf per sostenere Schellenberg. Ancor prima che il suo treno privato tornasse da Monaco a Berlino, Hitler ordinò che gli ufficiali del SIS britannico nei Paesi Bassi fossero portati a Berlino per essere interrogati. Himmler diede l'ordine a Schellenberg la mattina presto del 9 novembre.
Sebbene Georg Elser, un sospetto interrogato a Monaco dalla Gestapo, insistesse di aver agito da solo, Hitler riconobbe il valore propagandistico dell'attentato come mezzo per incitare il pubblico risentimento tedesco contro la Gran Bretagna. Il 21 novembre Hitler dichiarò di avere prove incontrovertibili che dietro l'attentato di Monaco c'erano i servizi segreti britannici e che due agenti britannici erano stati arrestati vicino al confine olandese. Il giorno dopo, i giornali tedeschi riportarono la storia. La prima pagina del Deutsche Allgemeine Zeitung conteneva immagini dei cospiratori chiamati Georg Elser, "Kaptain Stevens" e "Mr Best".

## Il destino degli agenti britannici
Dopo l'interrogatorio al quartier generale della Gestapo alla Prinz-Albrecht-Straẞe a Berlino, Best e Stevens vennero inviati al campo di concentramento di Sachsenhausen. Entrambi vennero tenuti in isolamento nell'edificio a forma di T riservato ai prigionieri protetti della Gestapo. Mentre si trovava a Sachsenhausen, Best affermò di aver corrisposto tramite lettere segrete con un altro prigioniero protetto, Georg Elser.

## Cultura di massa
Dell'incidente di Venlo si parla nel romanzo di William Boyd Restless, pubblicato nel 2006.
I nomi Venlo e Klop vengono rispettivamente cambiati in Prenslo e Lt. Joos. I due agenti del SIS non vengono mai citati, mentre viene citato il nome del café.